# Rezerwat przyrody Torfowisko Konotop
Rezerwat przyrody „Torfowisko Konotop” – rezerwat torfowiskowy w województwie zachodniopomorskim, w powiecie choszczeńskim, w gminach Bierzwnik i Drawno, 1,5 km na południowy zachód od granic Drawieńskiego Parku Narodowego (leży w jego otulinie), 4 km na południe-południowy zachód od Barnimia, 9 km na południe-południowy wschód od Drawna i 14,5 km na północny wschód od Bierzwnika.
Rezerwat został utworzony na mocy rozporządzenia Nr 45/2007 Wojewody Zachodniopomorskiego z dnia 3 sierpnia 2007 roku na powierzchni 51,97 ha; wokół rezerwatu wyznaczono otulinę o powierzchni 229,87 ha. W 2008 roku rezerwat powiększono, a tym samym zmniejszono otulinę. Obecnie powierzchnia rezerwatu wynosi 66,06 ha, a jego otuliny 220,06 ha.
Celem ochrony jest zachowanie torfowiska pojeziernego wypełniającego rynnę wypłycającego się jeziora Konotop wraz z licznymi chronionymi i rzadkimi gatunkami roślin, w tym bażyny czarnej (Empetrum nigrum), skrzypu pstrego (Equisetum variegatum), selernicy żyłkowanej (Cnidium dubium), turzycy bagiennej (Caricetum limosae), wełnianki szerokolistnej (Eriophorum latifolium), rosiczki okrągłolistnej (Drosera rotundifolia), rosiczki długolistnej (Drosera anglica), rosiczki pośredniej (Drosera intermedia), narecznicy grzebieniastej (Dryopteris cristata), kruszczyka błotnego (Epipactis palustris), torfowców oraz zwierząt, w tym żurawia (Grus grus) i samotnika (Tringa ochropus).